# مرمت فرش
مرمت فرش به روش‌هایی گفته می‌شود که معایب یا خرابی‌های فرش را اصلاح می‌کند.
فرش یک وسیلهٔ کاربردی است و مواد تشکیل دهندهٔ آن:(پشم، پنبه، ابریشم، کنف و…) آسیب‌پذیر است به‌طوری‌که از این بافته‌ها از گذشته؛ مگر در شرایط خاص و معدود، چیزی به دست ما نرسیده‌است. آسیب‌ها از قبیل پارگی، سوختگی و پوسیدگی بوده‌اند. صاحبان این فرش‌ها چون برایشان مطلوب نبوده برای مرمت آن‌ها اقدام نکردند. فرش یکی از گرانبهاترین هدایایی بوده که پادشاهان برای یکدیگر می‌فرستاده‌اند. بافت و مرمت فرش دو جزء جدایی ناپذیر روند تکامل آن به‌شمار می‌روند. فرش‌هایی که دارای مرمت هستند نیز امروزه آذین‌بخش بسیاری از موزه‌های مهم دنیاست، البته فرش‌های خاصی هستند که تا به امروز باقی مانده‌اند شاید مرمت بر روی آن‌ها بخاطر ارزش بسیار زیاد آن‌هاست که این‌ها بیشتر فرش‌های نفیس و مورد استفادهٔ اشراف و دربار بودند.
این حرفه هم‌زمان با فرش‌بافی پدید آمده‌است ولی و در هیچ کتاب تاریخی هیچ حرفی از این حرفه زده نشده‌است؛ و با کمک این حرفه است که عیوبی مانند کجی‌ها، پارگی‌ها برظرف شوند، وظیفهٔ مرمت‌گر بی‌عیب کردن فرش برای عرضه به خریداران است.
جوامع بشری موجب شده‌اند که این حرفه پیشرفت کند و پیشرفت‌های قابل ملاحظه‌ای در این رشته پدید آمده‌است.
البته تعمیرات جزئی فرش ازقبیل شیرازه‌دوزی، ریشه‌بافی و کارهای مربوط به صاف کردن کناره‌های فرش را می‌توان در منزل انجام داد ولی عملیاتی ازقبیل رفوگری و رفع چروکیدگی فرش کاری است که تنها از عهدهٔ رفوگرهای متخصص برمی‌آید. وسایل و ابزار رفوگری و تعمیر همان‌هایی هستند که دربافت فرش به کار می‌روند مانند:
- چاقوی بافت
- قیچی وشانهٔ آهنی
- نخ و سوزن
- درفش
- انگشتانه
- قاب کوچک چوبی
- موم
- انبردست
- کلاف‌های پشم و پنبه و ابریشم (برحسب جنس فرش)[۴]

## ریشه بافی
معمولاً در بالا و پایین تمام قالی‌ها و قالیچه‌ها ریشه‌های فرش به چشم می‌خورند که درحقیقت همان قسمت‌های ابتدایی وانتهایی تارهای فرش هستند. طول این ریشه‌ها بسته به مراکز گوناگون فرش‌بافی از یک یا دو سانتی‌متر تا پانزده سانتی‌متر تغییر می‌کند. بهترین اندازه برای ریشه‌های فرش رقمی در حدود چهار سانتی‌متر است. درحالی که ریشه‌های بلندتر ممکن است دکوراتیو و زیبا باشند ولی اغلب به یک‌دیگر گره می‌خورند. درصورتی که ریشه‌های فرش ازبین بروند می‌توان با الیاف مشابه با تارهای فرش ریشه‌های جدید ایجاد کرد و این کاری است که رفوگران به خوبی از عهدهٔ آن برمی‌آیند.

## گلیم باف
در قسمت‌های بالا و پایین بسیاری ازدست‌بافت‌ها، باریکه‌ای به عرض یک یا دو سانتی‌متر با کمک نخ پود، مانند پارچه بافته می‌شوند که در اصطلاح به آن گلیم‌باف ویا سوف می‌گویند. در معدودی از فرش‌ها به جای ریشه‌ها، باریکه‌های گلیم دیده می‌شوند که به آن‌ها ریشه بسته می‌گویند و به آسانی می‌توان بازکرده و به صورت ریشه نمایان ساخت. گلیم‌باف‌ها مانند ریشه‌ها به عنوان یک قسمت محافظ برای فرش تلقی می‌شوند زیرا درصورت آسیب رسیدن به این قسمت کم‌کم قطعهٔ آسیب‌دیده پیشرفت می‌کند تا به جسم اصلی فرش رسیده و در نتیجه سبب می‌شود که گره‌ها به تدریج ناپدید شده و فرش ارزش‌های خود را از دست بدهد. درهنگام آسیب دیدن این قسمت باید سریعاً آن‌ها را جدا کرده وبا نخ‌های محکم بخیه‌های معمولی یا زیگزاگ مانند به قسمت فرسوده زد تا از متلاشی شدن فرش جلوگیری شود.

## شیرازه دوزی
لبه‌های جانبی مانند قسمت‌های بالاوپایین فرش بیشتر در معرض سائیده شدن و استهلاک قراردارند؛ لذا هنگام بافت فرش چند تار جانبی قسمت‌های راست و چپ فرشینه را با استفاده از نخ خای پود که از لابلای تارها گذرانیده شده اندبه یکدیگر می‌تابانند و این عمل رابه تدریج تا خاتمهٔ بافت فرش ادامه می‌دهند. تنها با دوخت یا تابانیدن یک رشته از کلاف نخی جداگانه، متناسب بارنگ و نوع قالی به دور تارهای جانبی عمل ترمیم و استحکام بخشیدن به لبه‌های فرشینه را انجام می‌دهند. به این عمل دراصطلاح شیرازه دوزی می‌گویند. این عمل ممکن است در طول حیات فرش چندین بار تکرار شود بدون آنکه ارزش تجارتی آن کاهش یابد.

## رفع پیچیدگی کناره‌های فرش
گاهی کناره‌های جانبی برخی از فرش‌های پرکار و چند پوده مانند: فرش ساروق،  فرش بیجار،  فرش کاشان،  فرش اصفهان،  فرش قم و فرش تبریز پیچیده شده ولوله می‌شود. این حالتی است که به ندرت در فرش‌هایی با بافت شل یا یک پوده اتفاق می‌افتد. درصورتی که پودهایی راکه به دور تارهای جانبی می‌پیچانند محکم کشیده یا سفت کرده ویارج‌های گره را محکم شانه کرده باشند این کیفیت بروز می‌کند که البته عوامل دیگر در بروز این حالت ممکن است. به علت تابیده شدن بیش از حد پودها یا تراکم زیاد چله‌ها در کناره‌های فرش باشد. برای رفع شدن کناره‌های جانبی فرش می‌توان به این ترتیب عمل کرد: نوارهایی به عرض تقریبی چهار سانتی‌متر از لینولئوم یا جنس مشابه آن را انتخاب کرده و در حاشیهٔ پشت فرش و در قسمت‌های لوله شده بانخ و سوزن مناسب به صورت زیگزاگ می‌دوزند. باید توجه داشت که هیچگاه نباید برای رفع لوله شدن، کناره‌های فرش را با چسب، موم یا میخ به کف اتاق، پارکت و موکت زیر فرش چسباند یا میخکوب کرد. زیرا پس از مدتی چسب خشک شده وفرش از کف اتاق جدا می‌شود در حالتی که به فرش آسیب زیادی می‌رسد یا اینکه میخ‌های کوبیده شده درجسم فرش آن را پاره کرده و به ارزش آن لطمه می‌زند. اگرچه که اتو کشیدن کناره‌های لوله شده بااستفاده از پارچهٔ مرطوب راه حل دیگری می‌باشد ولی باید توجه داشت که اطوی بسیار گرم به الیاف فرش آسیب می‌رساند.

## رفوگری

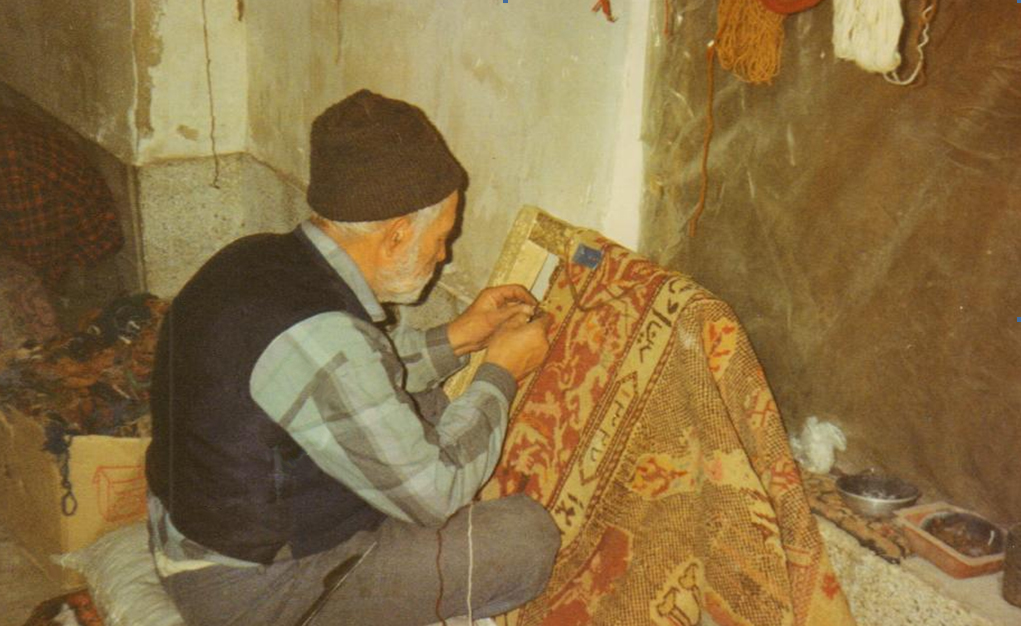

درصورتی که تار و پود و پرز فرش به دلیل بیدخوردگی یا آتش سیگار یا در اثر اصطکاک ازبین رفته و در نتیجه در فرش سوراخ یا پارگی ایجادشده باشدمیتوان آن را رفو کرد. پیش از رفوگری باید فرش راشست‌وشو نمود زیرا رنگ‌های الیاف و پرزهای فرش و میزان پوسیدگی بیشتر مشخص شود. البته رعایت بهداشت رفوگراین امر را اجتناب ناپذیر می‌کند. قبل از رفوگری باقی ماندهٔ گره‌های صدمه خورده را از روی شبکهٔ تار و پود فرش به وسیلهٔ سوزن ودرفش جدا می‌کنند. سپس درصورتی که قسمت آسیب دیده بزرگ باشد آن را در داخل یک قاب چوبی که به منزلهٔ دارفرش است محصور می‌کنند. ابتدا عملیات تارکشی را انجام می‌دهند و آنگاه عمل گره زنی را شروع کرده و طبقه پرز جدیدی را با الهام از قسمت‌های مشابه در فرش به وجود می‌آورند. به هنگام رفوگری بایدبه نوع گره‌ها نیز توجه کردبه این معنی که فرشی که با گره ترکی به کربرد. برعکس فرشی که با گره فارسی بافته شده‌است گره‌های قسمت موردنظر برای رفو، به اجبار باید از نوع گره فرسی باشد. البته باید سایر مشخصات بافت چون تعداد نخ‌های پود به کاررفته را مورد توجه قرارداد. پس از خاتمه گره زنی سر پرزها به وسیلهٔ یک قیچی سربرگشته به بلندی سایر پرزهای فرش قیچی کرده و آنگاه به پشت فرش در این قسمت باید اطوی گرم کشید تا گره هابه‌طور کامل درجای خود قرار گیرند. هرگاه محلی که باید رفو شود کوچک باشدمی توان با الهام از نقشهٔ قسمت‌های قرینه در فرش، رفوی آن را انجام داد؛ ولی درصورتی که این قسمت بزرگ باشد باید ابتدا نقشه آن را ترسیم کرد، سپس عملیات رفوگری را انجام داد. درهنگام این عملیات باید دقت نمود که الیاف به کاررفته به‌طور دقیق همرنگ وهم جنس پرز فرش باشند. البته گاهی رفوگرها قسمت‌های رنگ و رو رفته فرش رابه منظور صرفه جویی در وقت و هزینه بامدادهای رنگی نیمه ثابت{مدادهای ماژیکی}رنگ آمیزی می‌کنند ولی باید بدانیم که پس از چندین الیاف رنگ شده شائیده شده و دوباره قسمت‌های رنگ و رو رفتهٔ قبلی هویدا می‌شوند.

## رفع سرکجی{سره داشتن}
برخی مواقع فرش‌های پایین آمده از دار به علت شل و سفت بودن چله‌ها در دو طرف دار یا عدم کوبیدن منظم گره‌ها کج از کار در می‌آیند یا کناره‌های آن جمع شده، می‌گردند. البته بی‌توجهی بافنده درتغییر نمره نخ‌های مورد مصرف، پاره کردن مکرر تارهای چله و وجود دارهای ناسالم و کج از دیگر دلایل کجی فرش هامی باشد. برای رفع این مشکل می‌توان از روش متعادل ساختن کشش چله‌ها بر روی دار بهره جست.

## رفع چروکیدگی فرش
گاهی تار و پود پشمی برخی از فرش‌های ایلیاتی در اثر مرور زمان کش آمده و در نتیجه قسمت‌هایی از این فرش‌ها چروکیده می‌شود. این عارضه ممکن است به سبب تابیدن غیر یکنواخت پشم نیز بروز کند. متأسفانه برای این قبیل فرش‌ها چارهٔ اساسی وجود ندارد و توصیه می‌شود در صورت مشاهدهٔ اولین آثار چروک خوردگی ترتیبی داده شود که این قسمت‌ها کمتر در معرض پاخوردگی قرارگیرند. اگراین قسمت دروسط فرش باشدمیتوان به کمک قید و دستگاه‌های مخصوص شبکهٔ تار و پود فرش را کشید و تا اندازه‌ای آن را صاف کرد. درصورت زیاد بودن چین و چروک می‌توان ناحیه چروک خورده را عوض کرده و به آن قسمت جدیدی بافت.

## انواع گره
انواع گره برای جلوگیری از ریزش گره‌های فرش
1. قایق دو گره (نوع اول)
2. قایق دو گره (نوع دوم)
3. مشمع دوزی
4. زنجیره

### قایق دو گره (نوع اول)
قالی را طوری قرار می‌دهیم که از پشت روی زانو باشد و شروع‌مان از چپ به راست است. شروع مان به این صورت است که نخ را در دست راست می‌گیریم و دور انگشت سبابه می‌پیچیم و ریشه‌ها را در راستای انگشت‌های دست از پشت انگشت‌ها خارج گرده، دو گره می‌زنیم و دوباره تکرار می‌کنیم و نخ را دولا می‌کنیم و دست خود را به درون حلقه فرو می‌بریم و دو سر نخ را با م بیرون می‌آوریم و ک حلقه درست می‌شود و تعداد ریشه‌های شیرازه را از توی حلقه رد می‌کنیم و حلقه را محکم می‌کنیم و روی حلقه یک گره معمولی می‌زنیم.

### قایق دو گره (نوع دوم)
به این نوع گره، گره نخودی یا نخود پنجره‌ای می‌گویند، این گره برای زمانی است که ریشه‌ها خیلی بلند باشد این گره شکل نخود است که روی ریشه فرش زده می‌شود.
در ردیف اول گره نخودی می‌زنیم تا به آخر در ردیف دوم گره نخودی اول را با دو تار گره نخودی دوم یکی با فاصله یک سانت یا بیشتر گره نخودی ردیف دوم را می‌زنیم.

### مشمع دوری
مشمع را پشت فرش قرار می‌دهیم طوری‌که وقتی فرش را برمی‌گردانیم لبه چرم مشمع از فرش بیرون نزند انتهای نخ شیرازه دوزی را گره معمولی می‌زنیم و از مشمع و پشت فرش رد می‌کنیم و از روی فرش بیرون می‌آوریم و یک بار دیگر از روی فرش از بغل جای سوزن اولی رد کرده و از پشت بیرون می‌کشیم.

### زنجیره
اول باید روی فرش به سمت خود ما باشد و با نخ چله از راست به چپ شروع می‌کنیم سر نخ را دو لا می‌کنیم و انگشتمن را به درون آن خلقه فرو می‌بریم و دو سر نخ را با هم می‌گیریم و بیرون می‌کشیم حلقه را روی تارهای شیرازه می‌اندازیم و حلقه را در انتهای تارها محکم می‌کنیم و بعد دو سر نخ را با یک گره معمولی محکم می‌کنیم بعد با چاقو رفو شروع می‌کنیم.